# Brockhaus Enzyklopädie

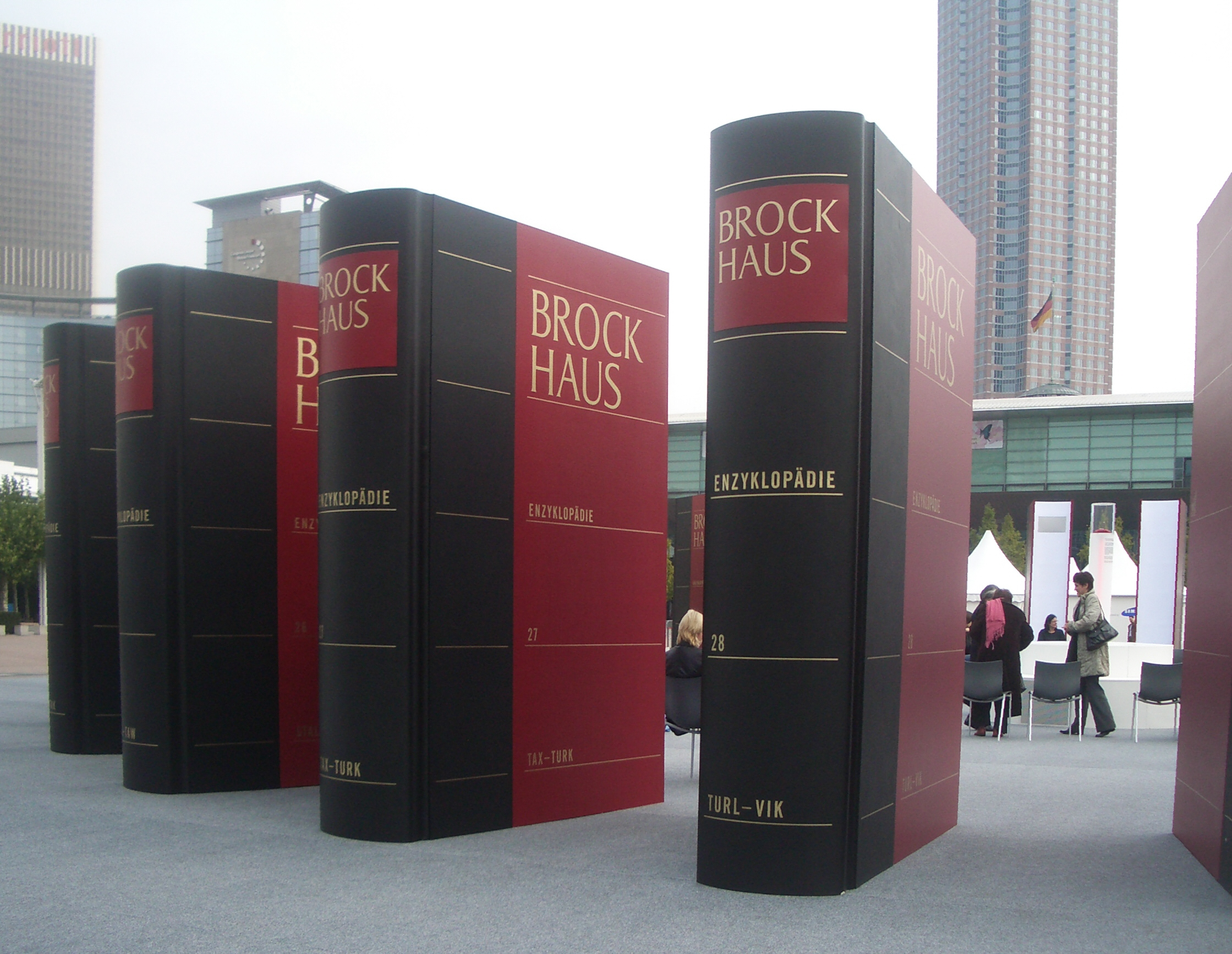
Brockhaus på bokmässan i Frankfurt, 2005

Brockhaus Enzyklopädie är en tyskspråkig encyklopedi som utges av det Mannheim-baserade förlaget Brockhaus, och som har existerat i olika utgåvor sedan slutet av 1700-talet.
Den första utgåvan av det som senare blev "Brockhaus" författades av Renatus Gotthelf Löbel och Christian Wilhelm Franke under titeln Conversationslexikon mit vorzüglicher Rücksicht auf die gegenwärtigen Zeiten (ungefär "Konversationslexikon med täckning framförallt på samtiden"), men betecknas vanligen Löbels konversationslexikon (Löbelsches Conversationslexikon). Tre band utkom åren 1796-1799, och därefter avled Löbel. Några supplementband utgavs kommande år på olika förlag, och denna första utgåva anses därför omfatta sex band. 1808 köpte Friedrich Arnold Brockhaus, som 1805 hade grundat ett bokförlag i Amsterdam, rättigheterna till det ofullständiga Löbelska konversationslexikonet. Efter att två supplementband till den ofullständiga upplagan hade utgetts av Brockhaus 1809 och 1811, utkom den andra upplagan i tio band under åren 1812–1819. Denna upplaga blev en stor framgång och lade grunden för alla kommande Brockhaus-upplagor.
1800-talets talrika upplagor hade en mängd olika titlar: Conversations-Lexikon, Allgemeinen Hand-Encyklopädie ("allmän hand-encyklopedi"), Allgemeine deutsche Real-Encyklopädi ("allmän tysk realencyklopedi"), Brockhaus Conversations-Lexikon. Allgemeine deutsche Real-Enzyklopädie (13:e upplagan i 16 band 1882-1887) och Brockhaus Konversations-Lexikon (14:e upplagan i 16 band 1893-1895). De tidiga upplagorna av Brockhaus utnyttjades som förebild för uppslagsverk på flera andra språk.
15:e upplagan fick titeln Der Große Brockhaus ("Stora Brockhaus") och utkom i 20 band åren 1928-1935. Samma titel hade 16:e och 18:e upplagorna, medan 17:e upplagan (1966-1974) namngavs Brockhaus Enzyklopädie, och så även 19:e upplagan (1986-1994) i 24 band. 20:e upplagan i 24 band från 1996-1999 gavs namnet Brockhaus Die Enzyklopädie.
Den första digitala utgåvan av Brockhaus utkom 2002 och byggde på den 20:e tryckta upplagan. Den digitala utgåvan innehöll 260 000 artiklar med 330 000 uppslagsord och fanns på två CD-ROM samt en DVD-ROM med multimedia-komplement.
Trots att den 20:e upplagan sålde sämre än beräknat, beslutade Brockhaus att ge ut en 21:a upplaga i 30 band till förlagets 200-årsjubileum 2005. Under titeln Brockhaus Enzyklopädie presenterades de första sex banden vid Bokmässan i Frankfurt 19 oktober 2005. En komplett digital utgåva fanns att tillgå samtidigt som de första sex tryckta banden utgavs, och omfattade två DVD-ROM och ett USB-minne. Den tryckta utgåvan var färdigutgiven i slutet av 2006. I priset för den tryckta versionen ingick även tillgång till den avgiftsbelagda webbplatsen Brockhaus Enzyklopädie Online till 2010. 
11 februari 2008 meddelade Brockhaus att den 21:a tryckta upplagan av encyklopedin blir den sista och att man från 15 april 2008 gör allt material fritt tillgängligt på Internet.